# Rakietowy System Ratunkowy (LES)
Rakietowy System Ratunkowy (ang. Launch Escape System – LES) – system przyłączony do kapsuły załogowego statku kosmicznego, umożliwiający natychmiastowe oddzielenie kapsuły od rakiety nośnej w przypadku zaistnienia sytuacji awaryjnej. Rakietowy system ratunkowy uruchamiany jest w wypadku bezpośredniego zagrożenia życia załogi, np. w celu usunięcia jej z obszaru objętego ewentualnym wybuchem rakiety. LES używany był w amerykańskich programach Mercury i Apollo. Podobny system stosowany jest także w rosyjskim statku Sojuz i chińskim Shenzhou.
Rakietowy system ratunkowy w sytuacji awaryjnej został wykorzystany podczas misji Sojuz 18-1 i Sojuz T-10-1, kiedy uruchomiono go na dwie sekundy przed wybuchem rakiety nośnej i uratowano załogę.

## LES w amerykańskim programie kosmicznym
Podczas startu statku kosmicznego Apollo wynoszonego przez rakietę Saturn i Mercury wynoszonego przez rakiety Redstone i Atlas D lot mógł być przerwany w celu uratowania załogi jeżeli wystąpiło uszkodzenie grożące katastrofą. W zależności od tego jak wysoko rakieta wyniosła statek kosmiczny  odnośnie do ratowania załogi obowiązywały różne procedury i tryby.
Jeżeli rakieta uległa uszkodzeniu w pierwszych fazach lotu System Wykrywania Niebezpieczeństwa ang.
(Emergency Detection System (EDS)) wydawał komendę przerwania misji automatycznie.
Później w fazach mniej gwałtownego wznoszenia (EDS), było wyłączane i przerwanie misji mogło być zainicjowane ręcznie. Przerwanie misji polegało na oddzieleniu modułu dowodzenia od modułu serwisowego i skierowaniu go w bezpieczne miejsce.

### Główne elementy (LES)

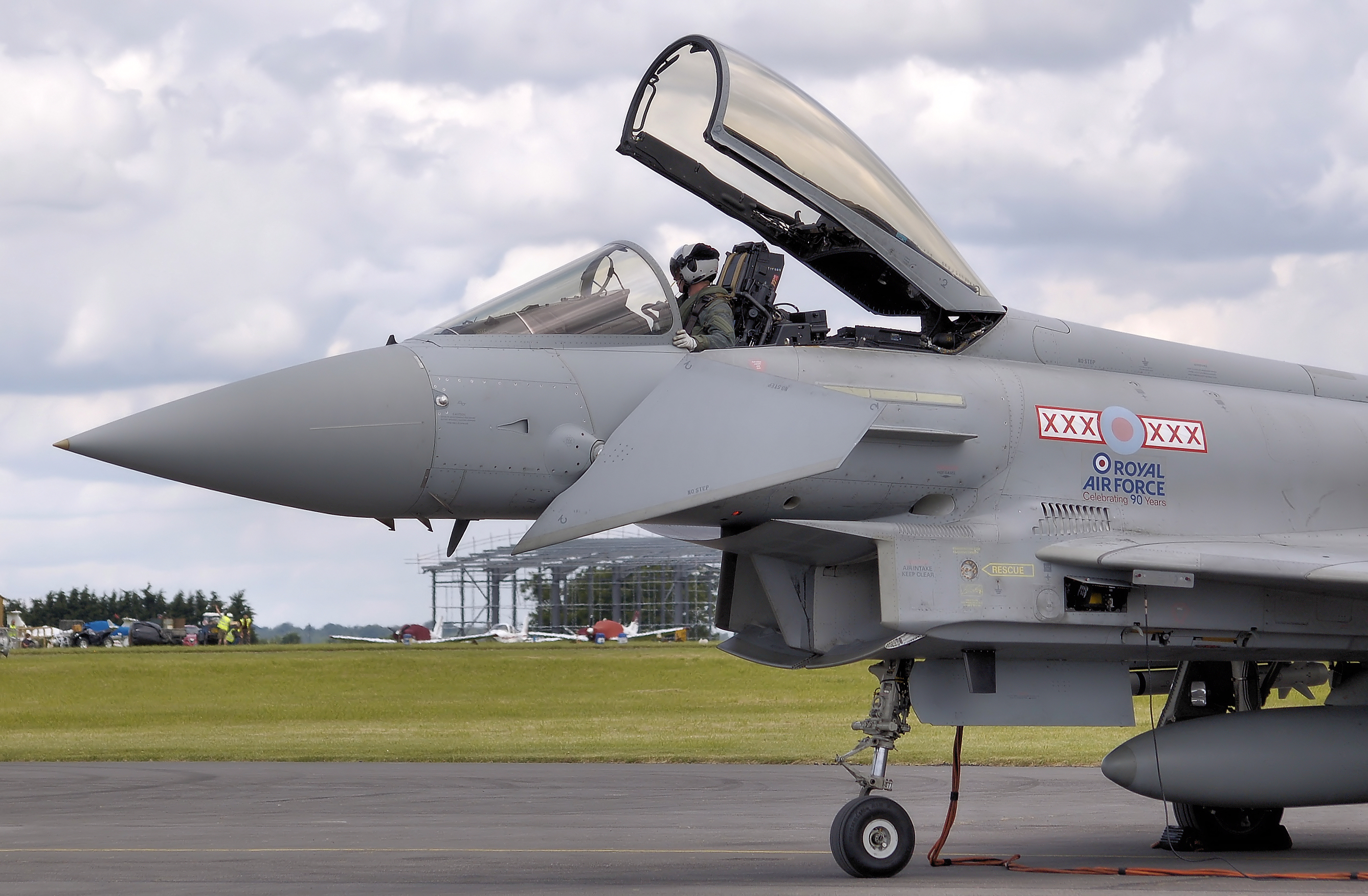
Powierzchnie nośne steru wysokości samolotu typu kaczka (canard)

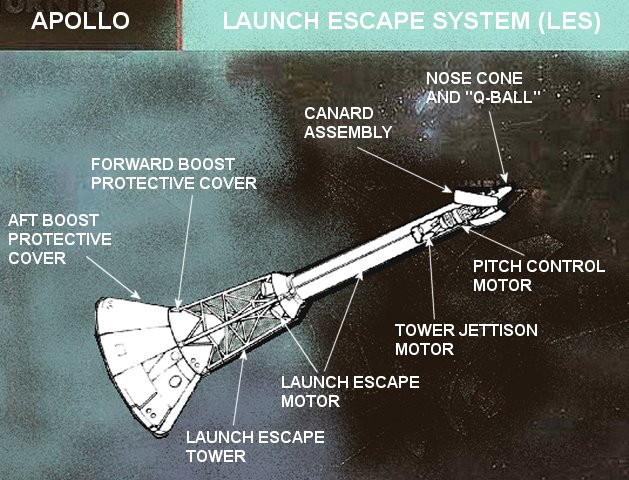
Rakietowy System Ratunkowy (Apollo Launch Escape System)

Standardowe odrzucenie wieży LES

- Stożek ochronny rakiety - (Q-ball) zawierał czujniki ciśnienia, określał kąt natarcia, prędkość, położenie przestrzenne statku kosmicznego i rakiety ratunkowej. Układ ten, zwany Q-ball przesyłał informacje do  Modułu Dowodzenia ang. (Command Module) oraz do systemu automatycznego sterowania lotem LES.

- Płat przedni sterowy statku lotniczego typu kaczka[b] (Canard Assembly) i  Silnik Sterowania Pochyleniem (Pitch Control Motor) — obydwa elementy pracowały razem kierując Moduł Dowodzenia z dala od ścieżki lotu eksplodującej rakiety nośnej. Elementy te kierowały również CM w bezpieczne miejsce lądowania.

- Silnik odrzucający LES (Tower Jettison Motor) - Rakietowy niewielki silnik na paliwo stałe, uruchamiany kiedy komenda przerwania misji podczas newralgicznego etapu nie padła, kiedy LES był już niepotrzebny i utrudniał dalszą realizację misji, następowało normalne odrzucenie wieży LES, silnik odrzucał (LES) wraz z żaroodporną pokrywą[c] przykrywającą moduł dowodzenia[d], odrzucenie LES następowało podczas pracy silników rakietowych II członu rakiety Saturn V
- Silnik Główny LES  (Launch Escape Motor) — Główny rakietowy silnik LES na paliwo stałe, uruchamiany na komendę przerwania misji, składający się z czterech dysz wypychających Moduł Dowodzenia z niebezpiecznej przestrzeni.

- Wieża z tytanowych rur (Launch Escape Tower—Assembly) która łączyła rakietowe silniki LES z Modułem Dowodzenia

- Pokrywa w kształcie wydrążonego stożka (Boost Protective Cover—Hollow conical structure) która przykrywała Moduł Dowodzenia podczas startu. Była ona żaroodporną tarczą chroniącą moduł dowodzenia podczas wznoszenia przez atmosferę, a także miała chronić przed ciśnieniem i wysoką temperaturą podczas ewentualnej pracy Silnika Głównego LES. Była ona usuwana razem z LES ciągiem Silnika odrzucającego LES ang. (Tower Jettison Motor) podczas pracy rakiet II członu[2].

### Główne opcje działania systemu
Spośród pięciu trybów, tryby I i II, były wariacjami  sposobów odrzucania całej rakiety  lądującej w Oceanie Spokojnym. Tryb III i pozostałe w górę były wariacjami odrzucania jedynie członu uszkodzonego, wykorzystując pozostałe sprawne człony do lotu na orbitę okołoziemską. We wszystkich przypadkach  Moduł Dowodzenia wykonywał wodowanie w Oceanie poprzez:

- Zrzucenie z pokładu CM hypergolicznego paliwa ponieważ toksyczne substancje mogłyby powodować niepotrzebne ryzyko dla personelu ratunkowego.
- Jeżeli była wystarczająca wysokość następowało rozwinięcie spadochronów hamujących, odrzucenie spadochronów hamujących i rozwinięcie spadochronów głównych
- Wodowanie na oceanie i czekanie na przybycie personelu ratunkowego[2]

### Szczegóły

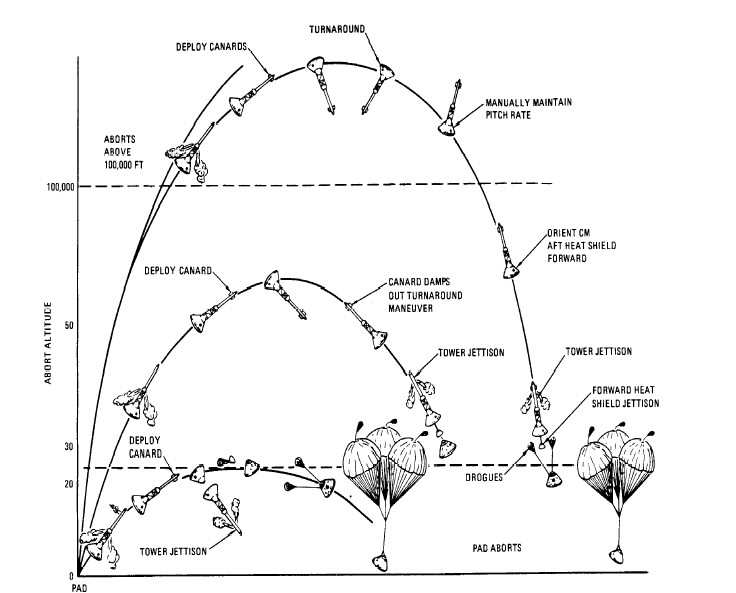
Działanie systemu LES na różnych wysokościach

Tryby przerwania misji według planów Apollo w chronologicznym porządku były następujące:
- Przerwanie zadania na platformie startowej - Pad abort : Jeżeli rakieta uległa uszkodzeniu w ostatnich pięciu minutach przed startem, Moduł Dowodzenia i rakieta systemu ratunkowego (LES) oddzielały się od  rakiety nośnej, Silnik Główny LES (Launch Escape Motor) napędzał siebie i Moduł Dowodzenia wznosząc całość do góry i na wschód w kierunku oceanu, używając do sterowania  małego silnika rakietowego na paliwo stałe (pitch control motor) znajdującego się na szczycie rakiety ratunkowej. Następnie wieża rurowa (launch escape tower) była odrzucana aby umożliwić rozwinięcie spadochronów i Moduł Dowodzenia wodował w Oceanie.

- Po opuszczeniu platformy startowej: System  był uruchamiany automatycznie poprzez sygnał systemu wykrywania niebezpieczeństwa w pierwszych 100 sekundach lub ręcznie przez astronautów w dowolnym czasie zawierającym się  w tolerancji wysokości  odpowiedniej dla zadziałania Systemu Ratunkowego. Dla rakiety Saturn V podsystem może zadziałać na maksymalnej wysokości 100 000 metrów, lub maksymalnie 30 sekund po zadziałaniu silników 2 członu.

Po odebraniu sygnału przerwania wykonywania zadania  eksplodowały małe ładunki wybuchowe rozdzielające moduły CM i SM i uruchamiały się silniki nośne rakiety ratunkowej (launch escape motor). Silniki te wynosiły  CM  daleko od ścieżki lotu rakiety Saturn V/Saturn IB. Płaty  sterowania rakiety ratunkowej (canard assembly) rozwijały się po 11 sekundach od sygnału przerwania zadania. Aerodynamiczne siły działające na powierzchnie płatów obracały CM w ten sposób aby moduł przyjął pozycję tępym końcem (podstawą stożka) do przodu. Trzy sekundy później lub na granicy minimalnej wysokości, lub na granicy maksymalnej wysokości,  uruchamiało się urządzenie rozłączania rakiety ratunkowej od Modułu Dowodzenia. Zadanie to było wykonywane poprzez zapłon silnika odrzucania rakiety ratunkowej (jettison motor). Akcja ta minimalizowała prawdopodobieństwo pojawienia się rakiety ratunkowej na trajektorii lotu Modułu Dowodzenia. Po odrzuceniu zespołu ratunkowego aktywowała się sekwencja operacji bezpiecznego wodowania Modułu Dowodzenia.
W sytuacji kiedy start był udany, rakieta ratunkowa była odrzucana przez astronautów na ustalonej uprzednio wysokości a konkretnie podczas pracy rakiet drugiego członu. System LES był odłączany od modułu dowodzenia (kapsuły) wraz  pokrywą w kształcie wydrążonego stożka (Boost Protective Cover—Hollow conical structure) ciągiem silników rakietowych odrzucający LES (Tower Jettison Motor).
Jeżeli przerwanie misji następowało po odrzuceniu rakiety ratunkowej, zadanie to było wykonywane przy pomocy silnika rakietowego modułu serwisowego i działo się to na orbicie okołoziemskiej. 
Detekcja niebezpieczeństwa działała 100 sekund po starcie licząc od momentu odłączenia przewodów startowych.

### Przykłady działania systemu

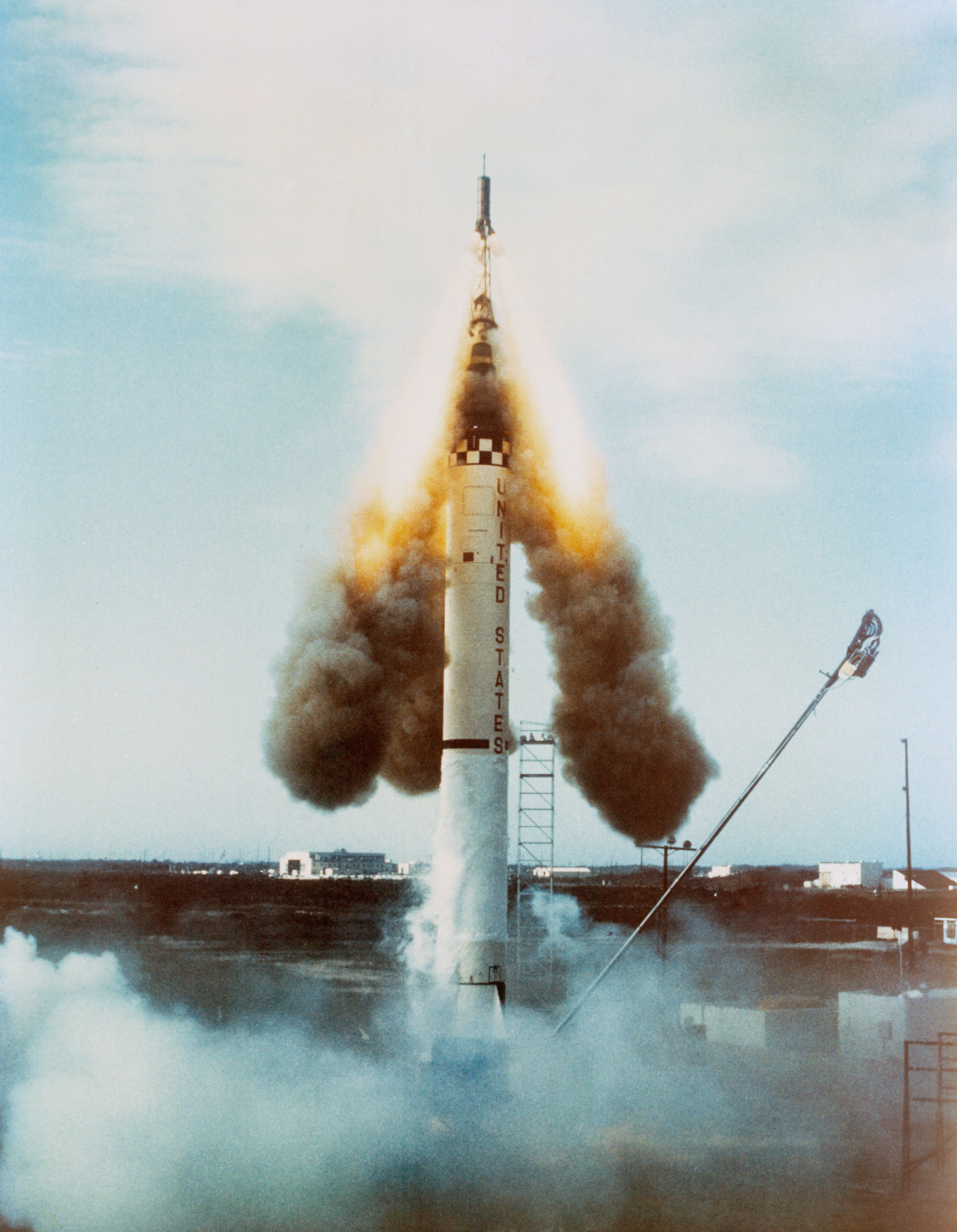
Nieudany start rakiety Mercury-Redstone w 1960
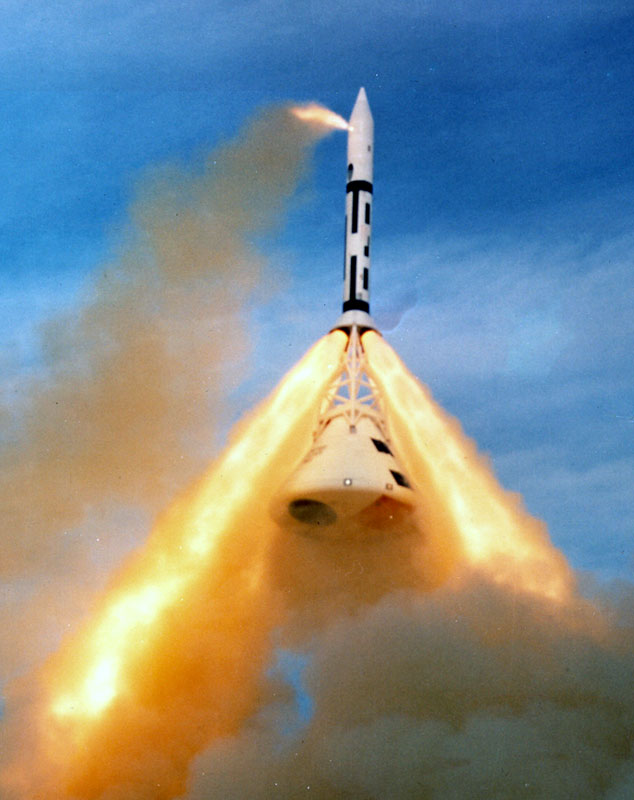
Test nr 1 zestawu Launch Escape Subsystem
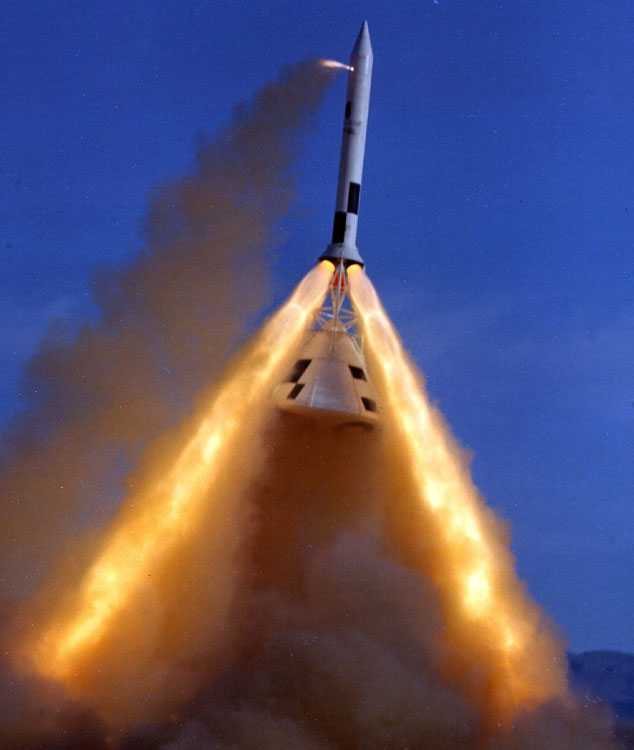
Test nr 2 zestawu Launch Escape Subsystem

- Nieudany start rakiety Mercury-Redstone w 1960. Niewłaściwa kolejność separacji przewodów elektrycznych spowodowała wyłączenie silnika rakiety oraz jednoczesne uruchomienie silnika odrzucającego LES (ang. Tower Jettison Motor). Ze względu na niespełnienie warunków brzegowych odnośnie do minimalnego przyspieszenia statku, nie doszło jednak do odłączenia kapsuły od rakiety nośnej. Nie licząc otwartych spadochronów statku Mercury, jedynym więc efektem nieudanego startu było wystrzelenie rakiety systemu ratunkowego[3].
- Pozostałe dwa zdjęcia przedstawiają testy systemu LES kapsuły Apollo w chwili gdy pracują jednocześnie silnik nośny LES (ang. Launch Escape Motor) i silnik sterowania (ang. Pitch Control Motor).